# Лечо
Ле́чо (венг. lecsó) — классическое блюдо венгерской кухни, весьма распространённое в странах Европы.

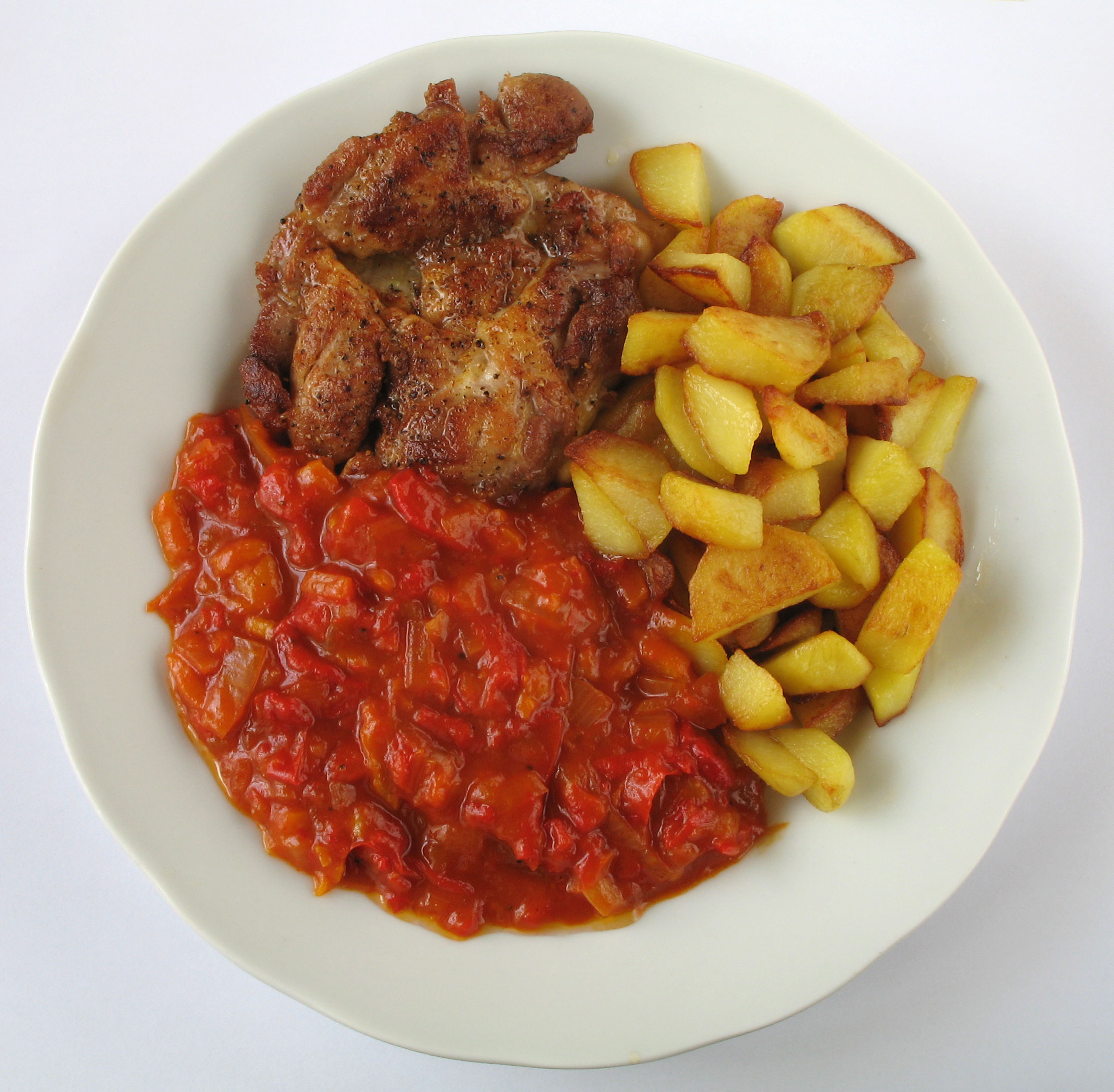
Лечо с мясом и картофелем

Как и любое популярное блюдо, не имеет точной рецептуры, но неизменным и обязательным является наличие трёх видов овощей: сладкий перец, помидоры и репчатый лук.
Часто выступает в роли гарнира, как, например, в восточных районах Германии — к жаренному на гриле мясу, колбасам или сосискам.
В состав лечо добавляются различные мясные продукты (в Венгрии довольно часто используется домашняя копчёная свиная колбаса или копчёное мясо). Классическое венгерское лечо готовится как отдельное блюдо, когда оно готово, его заливают размешанными яйцами, едят с большим количеством белого хлеба.
Лечо похоже на французский рататуй.
В России, на Украине, в Молдове, Болгарии и некоторых других странах Южной Европы лечо часто заготавливают на зиму. Для этого нарезанные овощи отваривают и тушат, затем заправляют специями, уксусом и закатывают в банки.